# Château de Lussac

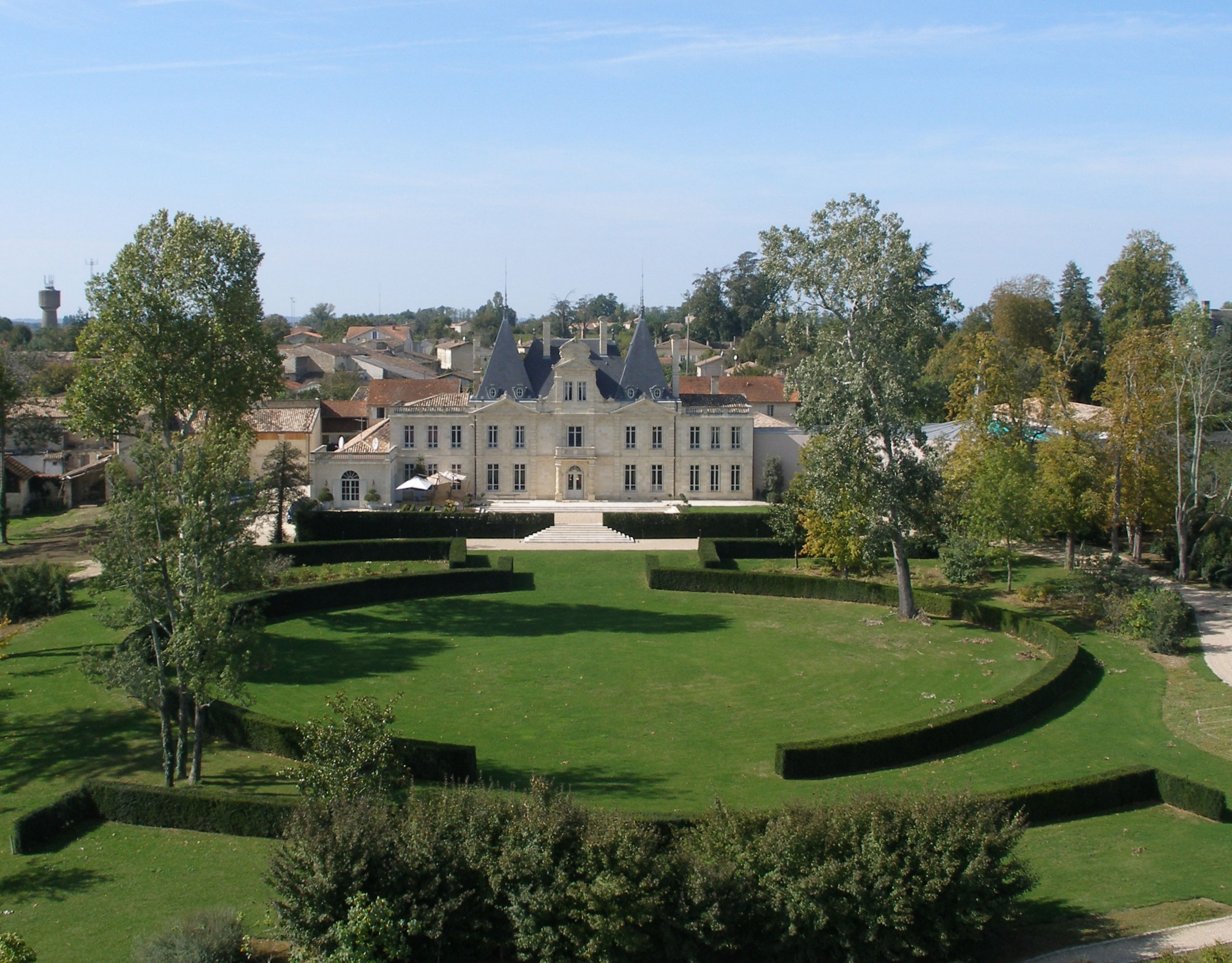
Château de Lussac (Lussac-Saint Emilion)

Château de Lussac ist ein Weingut von 30 Hektar Größe im gleichnamigen Ort Lussac im französischen Anbaugebiet Lussac-Saint-Émilion. Das Schloss steht in dem 2000-Einwohner-Dorf gleich neben der Kirche und wurde im Jahr 1876 von dem leidenschaftlichen Winzer Gaston Montouroy (1855–1903) erbaut, der das Gebäude an seinen Schwiegersohn, den Marquis de Sercey, übertrug. Bis in die 1980er Jahre verblieb das Anwesen in der Familie. Nach einer 15 Jahre währenden Verpachtung an Olivier Roussel ging die Immobilie an das Ehepaar Griet und Hervé Laviale aus Bordeaux, die das Weingut in wenigen Jahren zum Flaggschiff dieser Region machen konnten.
Hinter dem Haus erstreckt sich in östliche Richtung ein Französischer Garten. Seit 2001 befindet sich gleich nördlich des alten Gebäudekomplexes eine neue Abfüll- und Lagerhalle, die von dem Architekten Philippe Mazières aus Bordeaux und dem flämischen Landschaftsingenieur Guido Spruyt entworfen wurden. Bei dem Neubau wurde auf eine behutsame Integration der über einhundert Jahre alten Formensprache, Wert gelegt, die wiederum ältere Elemente zitiert.

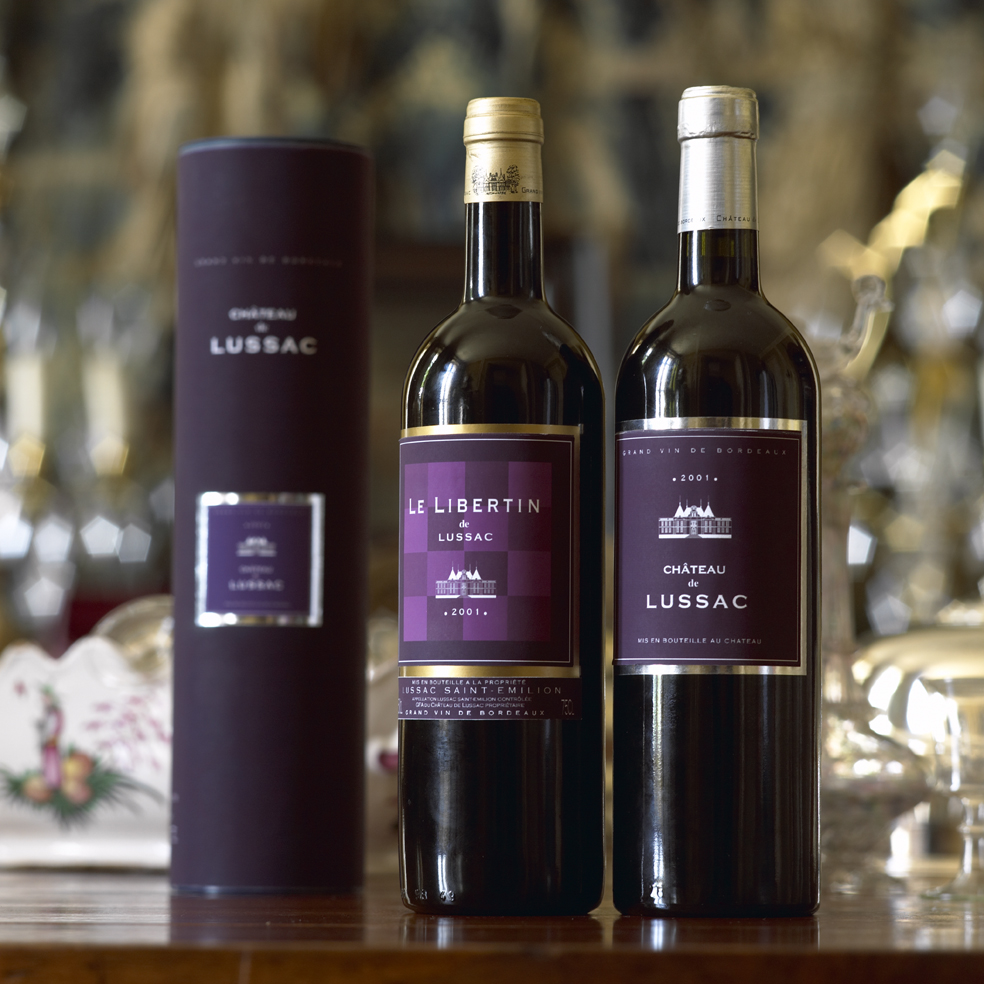
Die Weine des Château

Es werden nur Rotweinsorten angebaut. Über drei Viertel der Rebfläche ist mit Merlot bestockt, der Rest mit Cabernet Franc. Neben dem Ersten Gewächs Château de Lussac gibt es den Zweitwein Le Libertin de Lussac.
Neben der Verwaltung des Weingutes ist im Gebäude auch ein kleines Hotel untergebracht.